# Strzelce Opolskie
Strzelce Opolskie (Duits: Groß Strehlitz) is een stad in het Poolse woiwodschap Opole, gelegen in de powiat Strzelecki. De oppervlakte bedraagt 30,13 km², het inwonertal 20.253 (2005). Tot 1945 behoorde de stad tot Duitsland.

## Verkeer en vervoer
- Station Strzelce Opolskie

## Geboren
- Erich Mende, Duits politicus